# Test opterećenja kalcijumom
Test opterećenja kalcijumom je dijagnostička procedura koja služi za razlikovanje tri tipa hiperkalciurije (apsorptivne, bubrežne i resorptivne). U 20% pacijenata i pored sprovedenog Protokola laboratorijskih ispitivanja uzrok hiperkalciurije ostaje neotkriven (idiopatska hiperkalciurija).

## Opšta razmatranja
Testom opterećenja kalcijumom omogućava se razlikovanje sledeća tri tipa hiperkalciurije:
Apsorptivna hiperkalciurija
Ovaj tip nastaje kao posledica povećanog stepena apsorpcije kalcijuma iz intestinalnog trakta. Ona može biti nezavisna od unete količine kalcijuma (tip I) i zavisna, kada se pojavljuje samo pri povećanom unosu kalcijuma (tip II).
Renalna (bubrežna) hiperkalciurija
Rezultat je gubitka kalcijuma na nivou distalnih tubula bubrega usled poremečaja u njegovoj reapsorpciji. Tada se, zbog povećanog gubitka kalcijuma urinom javlja sekundarni hiperparatireoidizam.
Resorptivna hiperkalciurija
Ona je posledica primarnog hiperparatireoidizma koji se karakteriše značajnom resorpcijom kalcijuma iz koštanog tkiva i njegovom povećanom apsorpcijom iz intestinalnog trakta.

## Način izvođenja testa
Test opterećenja kalcijumom modifikovan prema Pak-u, izvodi se dva dana na sledeći način:
I dan
Dijeta bez mlečnih proizvoda 
- 18h — večera
- 20h — unos 300 mL vode osiromašene kalcijumom
- 23h — unos 300 mL vode osiromašene kalcijumom

II dan
- 07h  — mokrenje, zatim unos 600 mL vode osiromašene kalcijumom
- 07-09h — prvi period sakupljanja urina (vrednosti posle gladovanja)
- 09h  — doručak (1 sendvič, puter, džem, 2 šolje voćnog čaja + 1 tbl od 1.000 mg kalcijuma
- 11h  — unos 300 mL vode osiromašene kalcijumom
- 09-13h — drugi period sakupljanja urina (vrednosti posle optere}enja)

U tako dobijenim uzorcima urina I i II odredjuje se koncentracija kalcijuma (mmol/L) i kreatinina (mmol/L) i na osnovu njih izračunava indeks Ca/Cr — videti tabelu ispod.
Indeks Ca/Cr
| Parametar                                | Pre opterećenja | Posle opterećenja |
| ---------------------------------------- | --------------- | ----------------- |
| Normalno                                 | do 0,337        | do 0,563          |
| Resorptivna hiperkalciurija              | do 0,337        | ≥ 0,564           |
| Apsorptivna hiperkalciurija              | ≥ 0,338         | ≥ 0,564           |
| Renalna/resorptivna hiperkalciurija      |                 |                   |
| Renalna hiperkalciurija cAMP povećan PTH |                 |                   |

Određivanje koncentracije PTH u krvi i cAMP u urinu olakšava diferencijalnu dijagnozu hiperkalciurije.

## Spoljašnje veze
|  | Molimo Vas, obratite pažnju na važno upozorenje u vezi sa temama iz oblasti medicine (zdravlja). |